# Milan Malatinský
Milan Malatinský (Trnava, 8 febbraio 1970 – 15 maggio 2018) è stato un allenatore di calcio e calciatore slovacco, di ruolo centrocampista.

## Biografia
Era il nipote di Anton Malatinský, anch'egli calciatore professionista.

## Carriera
Durante la sua carriera, tra il 1987 e il 2000, ha giocato per Spartak Trnava, Dukla Banská Bystrica e Inter Bratislava totalizzando più di 200 presenze.
Nel 1994 riesce ad indossare la divisa della Nazionale.
Nel 2010 diviene l'allenatore dello Spartak Trnava, incarico che perdura per un semestre.

## Palmarès

### Giocatore

#### Competizioni nazionali
- Coppa di Slovacchia: 1

Inter Bratislava: 1994-1995
- Supercoppa di Slovacchia: 1

Inter Bratislava: 1995